# Странични ефекти (филм)
„Странични ефекти“ (2013) ползва заглавието на книгата с разкази „Странични ефекти“ на режисьора Уди Алън 